# 肇和級防護巡洋艦
| 肇和級防護巡洋艦 | 肇和級防護巡洋艦 |
| ---------------- | --- |
| 應瑞             | |
| 艦級概観         | |
| 艦種             | 防護巡洋艦 |
| 艦名             | |
| 前級             | 海容級 |
| 次級             | 六十四号型巡洋艦 寧海級巡洋艦 |
| 性能諸元         | |
| 排水量           | 常備：2,750トン（應瑞：2,500トン） 満載：-トン |
| 全長             | 105.5m 水線長：97.5m（應瑞：100.6m） |
| 全幅             | 12.8m（應瑞：11.9m） |
| 吃水             | 4.0m（應瑞：4.3m） |
| 機関             | ヤーロー式（應瑞：ファスター式）石炭・重油混焼水管缶4基 +パーソンズ式直結タービン3基3軸推進 |
| 最大出力         | 6,000hp |
| 最大速力         | 20.0ノット |
| 航続距離         | 10ノット/2,100海里 |
| 燃料             | 石炭：550トン 重油：100トン |
| 乗員             | 331名 |
| 兵装             | アームストロング 15.2cm（50口径）単装速射砲2基 アームストロング 10.2cm（50口径）単装速射砲4基 アームストロング 7.62cm（50口径）単装速射砲2基 オチキス 4.7cm（43口径）単装機砲6基 オチキス 3.7cm（23口径）回転式機砲2基 45.7cm水中魚雷発射管単装2門 （1930年： アームストロング 15.2cm（50口径）単装速射砲2基 アームストロング 10.2cm（50口径）単装速射砲4基 アームストロング 7.62cm（50口径）単装速射砲2基 オチキス 4.7cm（43口径）単装機砲6基 オチキス 3.7cm（23口径）回転式機砲2基 ヴィッカーズ 4cm（39口径）単装ポンポン砲2基 45.7cm水中魚雷発射管単装2門） |
| 装甲             | 甲板：68mm 主砲防盾：-mm バーベット部：-mm 司令塔：76mm（側盾） |

肇和級防護巡洋艦 (ちょうわ/ちょうほう きゅう ぼうごじゅんようかん) とは清国が第一次世界大戦前に取得した防護巡洋艦の艦級である。同型艦3隻のうち肇和と應瑞はイギリスで、飛鴻はアメリカ合衆国で建造された。中華民国海軍として日中戦争に従事中の1937年（昭和12年）9月下旬、肇和は珠江で、應瑞は10月下旬に南京戦で、日本海軍の航空母艦などに攻撃されて大破したあと自沈した。飛鴻は辛亥革命のため清国に納入されず、ギリシャの軽巡エリとして運用され、1940年（昭和15年）8月15日にイタリア王立海軍の潜水艦デルフィーノの魚雷攻撃で沈没した。

## 概要
肇和級は清国海軍が日本海軍に対抗して1909年にイギリスに発注した巡洋艦である。発注先は姉妹艦それぞれ異なっており、肇和はアームストロング社で210,000ポンドで発注、應瑞はヴィッカーズ社で204,000ポンドで発注された。造船会社が違うため、同型艦でありながら細部の寸法や機関の構成が異なっている。アメリカ合衆国のニューヨーク造船所で建造された飛鴻 (Fei Hung) は清国（中華民国）ではなくギリシャ王国が購入し、ギリシャ海軍の軽巡洋艦エリ (Έλλη) として就役した。 

## 艦形
本級の船体形状は乾舷の高い平甲板型船体で艦首水面下に衝角の付く艦首から艦首甲板上に「アームストロング Marks XXIII 15.2cm（50口径）速射砲」を防盾の付いた単装砲架で1基、下部に司令塔を組み込んだ船橋を持つ操舵艦橋の背後には簡素な単脚式の前部マストが立つ。船体中央部に等間隔に並んだ2本煙突が立ち。煙突の周囲は煙管型の通風筒が立ち並ぶ艦載艇置き場となっており、艦載艇は前部マストの基部に付いたジブ・クレーン1基により運用された他に、舷側に付いた2本1組のボート・ダビットが片舷3組で計6組でも運用された。前後のマストの左右に副砲の「10.2cm（50口径）速射砲」が防盾の付いた単装砲架で片舷2基ずつ計4基が配置されていた。艦載艇置き場の後部には簡素な後部マストが立ち、その後ろの後部甲板上に2番主砲が後向きに1基が配置された。
船体の主甲板は平面部は68mm装甲が貼られ、舷側装甲の代わりに石炭庫を設ける事で敵弾や浸水を石炭で食い止める防御様式と成っていた。

## 同型艦
- 肇和(Chao Ho)

イギリス・アームストロング造船所にて1910年（明治43年）11月7日起工、1911年（明治44年）10月23日進水、1912年（大正元年）12月1日竣工。1937年（昭和12年）9月14日、広東省虎門要塞で日本海軍の軽巡夕張（第五水雷戦隊旗艦）および第29駆逐隊（追風、疾風）と交戦、本艦は座礁する。9月26日以降、第一航空戦隊（龍驤、鳳翔）航空隊の空襲により損傷が拡大し、9月28日に自沈処分。
- 應瑞(Ying Swei)

イギリス・ヴィッカーズ造船所にて1910年（明治43年）12月12日起工、1911年（明治44年）7月14日進水、同年12月1日竣工。日中戦争勃発後の1937年（昭和12年）9月中旬、日本海軍の基地航空部隊（陸上攻撃機）や第二航空戦隊の空母加賀航空隊が長江周辺で作戦を開始する。9月22日以降、連日におよぶ日本海軍航空隊の波状攻撃により、僚艦（寧海、平海、逸仙）が大破する。僚艦と共に應瑞も撃破された。日本陸軍の南京進撃と日本海軍の揚子江遡上にともない、10月25日に南京にて自沈処分。